# New York Ska-Jazz Ensemble
New York Ska-Jazz Ensemble ist eine 1994 gegründete Ska-Jazz-Band aus New York City (USA).
Die Band setzt sich zum Teil aus Musikern aus verschiedenen Ländern zusammen, die vorher in anderen bekannten Gruppen mitgespielt haben, wie den Toasters, Skatalites oder Scofflaws. Sie sind dafür bekannt, dass sie Ska-Interpretationen von Jazz-Standardstücken spielen. Darüber hinaus spielen sie auch einen Mix aus Dancehall, Reggae, Rocksteady und Jazz.
Die Band tourt regelmäßig durch Europa, Kanada, USA und Südamerika.

## Diskografie
Alben
- 1995: New York Ska-Jazz Ensemble (Studioalbum, Moon Ska)
- 1997: Low Blow (Studioalbum, Moon Ska)
- 1998: Get This (Studioalbum, Moon Ska)
- 2001: Live in Europe (Live-Album, Tropic / Converge)
- 2003: Minor Moods (Studioalbum, Brixton/Cargo Records)
- 2005: Skaleidoscope (Studioalbum, Brixton/Cargo Records)
- 2005: Collection 1995-2004 (Collection, Megalith)
- 2008: Step Forward (Studioalbum, Brixton/Cargo Records)
- 2008: Live in Paris (Live-Album, 2009 Ska-Jazz Productions)
- 2011: Double Edge (Studioalbum, Brixton Records)
- 2014: Free As A Bird (EP, Ska-Jazz Productions/Mésdemil)

Singles
- 1996: Blow Wind Blow / Jive Samba (Moon Ska)
- 2000: Properly (Grover Records)